# 粉胸歌百灵
粉胸歌百灵（学名：Mirafra poecilosterna），是百灵科歌百灵属的一种，分布于索马里、苏丹、埃塞俄比亚、肯尼亚、坦桑尼亚和乌干达。全球活动范围约为564,000平方千米。该物种的保护状况被评为无危。
粉胸歌百灵的平均体重约为24.7克。栖息地包括干燥的稀树草原和亚热带或热带的（低地）干燥疏灌丛。